# 東名高速夫婦死亡事故
東名高速夫婦死亡事故（とうめいこうそくふうふしぼうじこ）は、2017年（平成29年）6月5日に神奈川県足柄上郡大井町の東名高速道路下り線で発生した交通事故。追い越し車線に乗用車が2台続いて停車していたところ、後部から男性Aの運転するトラックが追突して男女2人が死亡し、後述の加害者Xを含め4人が重軽傷を負った。東名高速道路あおり運転事故、東名あおり運転事故、東名あおり事故とも呼ばれる。この事故によって、あおり運転が社会問題として注目されるきっかけとなった。
加害者Xのあおり運転によって死傷事故が誘発されたとして、刑事裁判では危険運転致死傷罪の適用可否が争われている。被告人Xは、横浜地裁で開かれた差し戻し前の第一審（裁判員裁判）では起訴事実を認め、被害者や遺族に謝罪したが、Xの弁護人は危険運転致死傷罪の成立を否定する旨を主張した。しかし、横浜地裁は2018年（平成30年）12月、Xが被害者の車に対する妨害運転をしたこと、その妨害運転が死傷事故を誘発したことを認定した上で、危険運転致死傷罪の成立を認め、懲役18年の判決を言い渡した。控訴審（東京高裁）では2019年（令和元年）12月、第一審の訴訟手続に法令違反があったことを理由に原判決が破棄され、審理は横浜地裁に差し戻したが、高裁判決も妨害運転と事故の因果関係や、危険運転致死傷罪の成立を認定していた。
差し戻し後の裁判で、Xは差し戻し前の審理から一転して「事故になるような危険運転はしていない」と無罪を主張したが、横浜地裁は2022年（令和4年）6月、差し戻し前の一・二審と同じく、Xが妨害運転を行ったことや、その妨害運転と被害者の死傷との因果関係、そして危険運転致死傷罪の成立を認め、再び懲役18年の有罪判決を言い渡した。Xは控訴したが、東京高裁も2024年（令和6年）2月に控訴棄却の判決を宣告、Xが上告している。

## 概要
犯人Xは1991年（平成3年）生まれ。福岡県中間市在住で、事故発生時点、および逮捕時点では26歳だった。事故当時は、交際相手の女性とホンダ・ストリーム（X車）に同乗していた。
事故前、Xは事故現場から約1.4km手前にある中井パーキングエリアでX車を所定の駐車場所以外に停めていたところ、被害女性B（39歳）が運転する車両（B車）の後部座席に乗っていた被害男性C（45歳）が、X車の右側を低速で通過する際、B車左側スライドドアを開けてXに対し、「邪魔だ、ボケ」と怒鳴って駐車方法を非難した（毎日新聞は「判決によると、……Cさんが注意」と報じたが、実際の判決は「『邪魔だ、ボケ。』と怒鳴って駐車方法を非難」と判示し、「注意」という表現は用いていない）Xは、それに憤慨し、B車を停止させて文句を言おうと考え、X車を運転してB車を追跡した。
21時33分ごろ、Xは東名高速下り線（54.1 - 54.8キロポスト）上でBが運転していたワンボックスカー（トヨタ・ハイエースワゴン）の通行を妨害する目的でB車の前に割り込んで急減速したり、X車との衝突を回避すべく車線変更したB車の進路を妨害するためその直前に車線変更するなど、約700メートルにわたって妨害行為を計4回繰り返した。
21時34分ごろ、X車が前方を塞ぐ形で、B車を本線車道の追越車線（下り線54.8キロポスト上・片側3車線道路の第3車両通行帯）に停車させた。Xが降車してB車に詰め寄ると、Cにつかみかかり「高速道路に投げ入れるぞ」「殺されたいか」と怒鳴りつけ、男性の胸ぐらをつかむなど暴行を加えた。Xは自身の車に同乗していた交際中の女性から「子供がいるからやめて」と諫められたことで暴行をやめ、B車を離れてX車に戻ろうとした。しかしその途中（21時36分ごろ）に後続のAが運転する大型トレーラーがB車に追突し、続いてB車がX車に玉突きで衝突する大事故となった。この事故により被害者夫婦が死亡したほか、被害者夫婦の娘2人（当時15歳の長女・11歳の次女）を負傷させ、X自身も重傷を負い入院した。
逮捕後、Xが日常的に路上での危険運転や暴力行為を行っていたことが明らかとなった。加害者の危険運転については、交際中の女性からも証言が行われている。

## 加害者の余罪
加害者Xはこの事件に前後して、山口県内で以下のような事件を起こしている。
1. 2017年5月8日20時15分 - 20分ごろに山口県下関市内の道路上で自車を追い越した乗用車に立腹して「車を停めさせ運転手を降車させて文句を言おう」と考え、執拗にパッシング・クラクション・進路妨害停車を繰り返した上、自車が停車した直後に相手車両が停車すると降車してその運転席側に近づき、20時25分ごろまでの間に運転席窓ガラス・フロントガラスを手で叩きながら運転手に「おい！俺に喧嘩を売っているのか！出てこい！殺すぞコラァ！」などと怒鳴りつけて降車を要求したが、運転手が山口県警察に110番通報したため、未遂に終わった（強要未遂罪）[2]。
2. 2017年5月9日1時ごろ[2]、山口県下関市内の国道上で他人所有の自動車の運転席ドアを3回足蹴りし、へこませるなどして損壊した（損害見積額合計236,300円・器物損壊罪）[2]
  - 1件目の事件に関しては山口県警察が自動車運転処罰法違反（過失傷害）容疑で書類送検し、山口地方検察庁が起訴猶予処分としていたが[30]、死亡事故後の捜査で神奈川県警から横浜地方検察庁へ追送検された[31]。また2件目の事件に関しては山口地検が横浜地検に事件を移送し[32]、両事件とも横浜地方裁判所へ追起訴された[2]。
3. （死亡事故後の）2017年8月21日12時30分ごろ[2]、山口市内の国道2号をレンタカーで運転中[31]、自車を追い抜いた乗用車に立腹して「車を停めさせ運転手を降車させて文句を言おう」と考え、同日12時40分ごろまで道路上で車線変更・減速・幅寄せなどで進路妨害を繰り返し、相手車の助手席側ドアを手で叩くなどした[2]。同日12時40分ごろに同車が停車すると、その前方に自車を停車させ、降車して相手車両の助手席側付近に近づき、12時47分ごろまでの間に助手席側ドアノブを引っ張ったり、助手席側および運転席側窓ガラスを手で叩くなどして「降りてこい！」「出てこいコラァ！」と怒鳴りつけるなどして降車を要求したが、相手運転手が警察に通報したため未遂に終わった（強要未遂罪）[2]。
  - この事件は死亡事故を受けて神奈川県警に任意提出していた自分の車を受け取る手続きを神奈川県内で済ませ、レンタカーで自宅に帰る途中に起こしていたほか[31]、加害者は通報を受けて駆けつけた警察官が対応していた際も「殺すぞ」と何度も声を上げ「俺は人を殴るために生きている」などと叫んだ[33]。また同事件被害者の車は死亡事故の被害者一家と同じ車種だった[34]。

## 捜査
この事故を受けて神奈川県警察は死亡した夫婦の娘2人から事情聴取しつつ、事故当時に現場近くを走行していた車両約260台を割り出して「断片的な目撃情報・回収したドライブレコーダーの映像」などを基に自動車運転処罰法違反容疑で捜査を行い、その結果「加害者のXが死亡した夫婦の車を強引に高速道路の追い越し車線上に停車させて事故を誘発した」と断定した。Xは逮捕前に行われた任意の事情聴取で「被害者男性から『邪魔だ』と言われカッとなって追い掛けた」と発言していた一方で「夫婦にあおられたり、パッシングされたりしたため停車した」と虚偽の説明をしていたが、被害者遺族の娘2人の「（死亡した父親が加害者に）注意をしたら追いかけられ、何回も進路をふさがれて停車させられた」という証言と矛盾したことから前述の目撃情報・ドライブレコーダーの記録などを精査し、被害者側の車にあおり運転・パッシングなどをした事実は認められなかったため「加害者が虚偽の説明をしている」と断定した。
神奈川県警は逮捕前の捜査当初は同法（危険運転致死傷容疑）を視野に入れていたが「事故時に同容疑者の車が停車していた」ことから「運転する行為」が対象の同罪は「適用が困難」とされたために適用を断念し、同法（自動車運転過失致死傷容疑）で調べを進めた。その後、県警は2017年10月10日に被害者一家の車を停車させた加害者を自動車運転過失致死容疑で逮捕・2017年10月12日付で横浜地方検察庁に送検した。なおXは日ごろからロード・レージ（運転中の暴力行為）を繰り返しており、事件から2か月後にもロード・レージを起こしていたことが報道された。
なお追突したトラック運転手の男性Aは2017年10月12日付で神奈川県警から横浜地検に自動車運転過失致死傷容疑で書類送検されたが、横浜地検は2017年12月28日付でAを不起訴処分とした。Aは横浜地検の調書に対し「車間距離を十分にとっていなかった。100メートルあればぶつかることはなかったと思う」、現場では大型トラックは一番左の車線を走行することが義務付けられていた（ただし、追越しを行う場合などはこの限りではない）が「走り慣れた道だったために慢心していた。事故のことは忘れられないし2人を死なせたことを強く後悔している。両親を失った遺族の娘2人には大変申し訳ない」と述べた。
横浜地検は逮捕・送検後の捜査で、神奈川県警と連携してXの運転内容を精査した結果、Xが被害者の車に対し執拗な割り込みを繰り返したり、被害者の車を停車させる前に極端な幅寄せ行為などしている点などを考慮し、神奈川県警が適用を断念した危険運転致死傷罪を適用することを決めた。その上で2017年10月31日、Xを危険運転致死傷罪などで横浜地方裁判所へ起訴した。危険運転致死傷罪の適用により、本事件は裁判員制度の対象事件となった。
また神奈川県警は2017年11月29日付で、Xが本件死亡事故前後に山口県内で起こした前述の強要未遂事件2件に関してXを横浜地検へ追送検したほか、横浜地検は2017年12月7日付で下関市内における器物損壊事件（5月9日）についてXを横浜地裁へ追起訴した。強要未遂事件2件についてXは神奈川県警の取り調べに対し「相手が勝手に止まった」などと供述して容疑を否認したが、横浜地検は2件とも2018年1月31日付で横浜地裁へ追起訴した。
なおXは本事故から3か月後の2017年9月にも福岡県福津市内の市道で車を運転中に別の車とトラブルになり、相手の車に乗っていた男性に暴行を加える事件を起こしたとして暴行容疑で福岡県警察から福岡地方検察庁へ書類送検されていた。この事件は福岡地検から横浜地検へ移送されたが、横浜地検は同事件について2018年1月31日付で不起訴処分とした。

## 反響など
起訴後に横浜拘置支所へ勾留されたXは2018年10月、接見を試みた『産経新聞』（産業経済新聞社）記者宛てに以下のような金銭を要求する内容の返信をしている。
またXはその4か月前（2018年6月）に『神奈川新聞』（神奈川新聞社）の取材依頼に対しても「記者のことは信用していないからタダで事件のことは教えない」と返信したほか、接見取材に訪れたテレビ局の記者を「ぶっ殺すぞ」と恫喝したことも報道されている。

## 風評被害事件
2017年10月のXの逮捕直後、Xが福岡県の建設作業員であったことから、Xと同姓で、福岡県内で建設会社を経営する男性が「父親」、同社がXの「勤務先」であるなどといった、事実無根のデマがSNSで広まった。このデマにより、同社には抗議や嫌がらせ電話が殺到し、2日間の休業を余儀なくされ、業務妨害される風評被害を受けた。
福岡県警察は、この偽情報をインターネットに流布した容疑で、9道県の11人を名誉毀損容疑で摘発した。2018年8月に全員不起訴となるが、小倉検察審査会の「起訴相当」決議を受け、内6名を福岡地方検察庁が2020年4月に起訴し、5人が罰金30万円の判決。2度目の不起訴となった3人のうち1人を小倉検察審査会が再び起訴議決を行い、2020年10月2日に強制起訴した。この強制起訴された男性の容疑は2017年10月14日に電子掲示板にXとは無関係の会社の名称と電話番号を書き込んだ名誉毀損罪であったが、2021年1月22日に行橋警察署の管内で遺体で発見された。自殺と見られ、刑事裁判は公訴棄却となった。
同社と社長は、示談が成立した3人を除く8人を相手取り、2019年3月7日、業務上の損害と精神的苦痛に対して、計880万円の損害賠償を求める民事訴訟を福岡地方裁判所直方支部に起こした。

## 刑事裁判

### 争点
裁判の争点は主に、0km/h（車を走行させていない状態）が原因で死亡事故を引き起こした事に対して、危険運転致死傷罪が適用できるかが争われた。自動車の運転により人を死傷させる行為等の処罰に関する法律第2条第4号には、条文の最後に「交通の危険を生じさせる速度で自動車を運転する行為」と記されている。すなわち文理上、X（以下被告人）の車は、0 km/hで停止しておりかつ、被告人以外の車の追突によって被害者が死亡したため、被告人に危険運転致死傷罪を問うことが困難と考えられていた。結論としては、停車中の事故に対して危険運転致死傷罪は認められない結果となった一方、停車中を除き、進路妨害から停車までの走行中の行為に対して危険運転致死傷罪が適用された。
| 横浜地裁     | 主張/求刑 /量刑 | 危険運転致死傷罪 | 監禁致死傷罪                                                               |
| ------------ | --------------- | --- | -------------------------------------------------------------------------- |
| 弁護側       | 無罪            | 事故は停車後に起きており、罪の構成要件に当たらない                                                                                      | 現場に留まっていた時間が短く、監禁の意図があったか疑問                     |
| 検察側       | 懲役23年        | 進路を妨害し、無理やり停車させる一連の危険な運転が事故につながった                                                                      | 高速道路上で移動困難な状態に陥らせ、監禁状態に置いたことが事故につながった |
| 裁判所の判断 | 懲役18年        | 高速道路上において4回にわたって進路妨害を繰り返し被害者車両を停車させた一連の行為により、追突事故を誘発した事は危険運転致死傷罪に当たる | 判断せず（刑に影響なし）                                                   |

### 差し戻し前の裁判
本事件の差し戻し前の第一審は、横浜地裁第1刑事部に係属し、深沢茂之（裁判長）・伊東智和・澁江美香の3裁判官と、裁判員による合議体で審理された。事件番号は、平成29年(わ)第1680号。
横浜地方検察庁は起訴後、予備的訴因として監禁致死傷罪を追加した。これは、横浜地方裁判所が公判前整理手続（裁判員は関与しない）で、横浜地検・弁護人の双方に対し「危険運転致死傷罪は認められない」とする見解を表明していたことから、地検が危険運転致死傷罪が認められなかった場合に備えたものである。一方、弁護人は危険運転致死傷罪のみならず、監禁致死傷罪に関する主張・反論も行う必要が生じ、危険運転致死傷罪否定の主張に割ける時間・労力を削がれる結果になった。

#### 第一審
2018年12月3日、横浜地裁第1刑事部（深沢茂之裁判長）で第一審（裁判員裁判）の初公判が開かれた。被告人Xは罪状認否で、大筋で起訴事実を認めた一方、細部に関して起訴内容の誤りを主張した。また、Xの弁護人は「停車後に事故が発生した本件には危険運転致死傷罪は適用できない。（検察側が予備訴因として追加した監禁致死傷罪も）停車時間が短く監禁に当たらない上、監禁の故意もない」として、死亡事故に関して無罪を主張した。
第2回公判（12月4日）では、被害者夫婦の遺族（長女）の証人尋問が行われた。続く第3回公判（12月5日）では、被告人質問が行われ、Xは高速道路上で被害者の車を強制的に停車させた事実を認めた上で、謝罪の言葉を述べた。同日の公判で、Xは検察官から「事故原因は何か」と質問され、「自分が（被害者の車を）止めたこと」と回答したほか、死亡した男性に暴行を加えた事実も認めた上で、「男性（の体）をつかんだ状況で（一家が）車を動かせたと思うか」という質問には「つかんどったら、できんですね」と述べていた。
第4回公判（12月6日）では、Xが本事件前後に山口県内で起こしたあおり運転事件3件が審理された。Xは3件のうち、2017年に下関市内で起こした器物損壊事件の起訴事実は認めた一方、死亡事故後の同年8月に山口市内で起こした強要未遂事件に関しては、「相手の運転手に文句は言ったが、降車させる意思はなかった。東名で死亡事故を起こしたため、我慢をしていたが、クラクションを鳴らされたりしたため我慢の限界に達した」などと主張し、争う姿勢を示した。一方、同日の公判には8月事件の被害者（死亡した夫婦と同型のワゴン車に乗っていた）が証人として出廷し、「Xは同型車にあおり運転をした末に死亡事故を起こしたのに、再びあおり運転をした。人を死なせておいて罪悪感を感じなかったのか」という旨の発言をした。
第5回公判（12月7日）では、Xの元交際相手が証人として出廷し、「Xは逮捕されるまでに交通トラブルを10回以上起こしていた」などと証言した。その上で、女性は同じく出廷したXの父親とともに、Xに対し「罪を反省して償ってほしい」と述べた。
12月10日に論告求刑公判が開かれ、横浜地検は「危険運転致死傷罪が成立する」と主張し、被告人Xに懲役23年を求刑した。一方、Xの弁護人は最終弁論で「不運な事情が重なった。刑事責任は器物損壊罪などに留まる」と述べ、危険運転致死傷罪について無罪を主張した上で、執行猶予付きの判決を求めた。最終意見陳述で、Xは「二度と運転せず一生かけて償っていく」と改めて謝罪した。一方、同日の公判には、死亡した被害者男性の母親が被害者参加制度を利用して出廷し、「（被告人には）自分の何倍もの苦しみを味わってほしい」と意見陳述したほか、男性の義父（妻の父親）・および長女の調書を代読した検察官も、口々に厳罰を求めた。
12月14日の判決公判で、横浜地裁（深沢茂之裁判長）は「被害者の車両を停車させた行為に関しては危険運転致死傷罪が成立する」と認定し、被告人に懲役18年の判決を言い渡した。なお、未決勾留日数中260日が刑期に算入された。横浜地裁 (2018) は判決理由で、「4回にわたって進路妨害を繰り返し、被害者車両を停車させた一連の行為は被害者の死亡と因果関係があるため、危険運転致死傷罪が成立する」という判断を示した一方、「被告人が被害車両を停止させた後の状態（被告人の車両が0 km/hで停車している状態）自体については、危険運転致死罪で規定されている『交通の危険を生じさせる速度で自動車を運転する行為』に該当しないため、危険運転致死傷には当たらない」という趣旨の判断をした。その上で、量刑理由では「身勝手かつ自己中心的な動機で、常軌を逸した犯行だ」と指弾した。
X側の弁護人が同判決を不服として、同月21日付で東京高等裁判所に控訴した。一方、横浜地検は控訴期限（12月28日）までに東京高裁へ控訴しなかったため、控訴審でXに懲役18年より重い量刑の判決が言い渡される可能性は消滅した。

#### 控訴審
控訴審は東京高等裁判所第10刑事部に係属し、朝山芳史（裁判長）・阿部浩巳・髙森宣裕の3裁判官による合議体で審理された。事件番号は、平成31年(う)第201号。
2019年（令和元年）11月6日、東京高裁（朝山芳史裁判長）で控訴審初公判が開かれ、即日結審した。同日、Xの弁護人を務めた高野隆は、「（被害者の車の前に）割り込んで停車させた行為が危険で、悪質で重い刑事罰が必要なら、国会で論議して国民に周知しなければいけない」「第一審判決は法を拡大解釈している。事故と因果関係があったのは停車行為だけで、追突したトラックの運転手の過失も重く考慮すべきだ」（あおり運転と事故に因果関係はなかった）と主張し、「危険運転致死傷罪は無罪」と訴えた。一方、検察官は「Xは危険性を認識した上で妨害運転を行ったため、被害者の車は交通量の多い危険な場所に停止を余儀なくされた」と主張し、控訴棄却を求めた。
同年12月6日の控訴審判決公判で、東京高裁（朝山芳史裁判長）は原判決を破棄し、審理を横浜地裁に差し戻す判決を言い渡した。東京高裁 (2019) は、「Xの停車行為そのものは危険運転致死傷罪に該当しないが、被害者の車が路上に停車せざるを得なくなったのはXのあおり運転が原因だ。Xが被害者の車を停車させて被害者に暴行を加え、停車が継続されたことで事故発生の危険性が高まり、実際に事故が誘発された。後続トラック運転手の過失も高度ではない」と指摘し、「Xのあおり運転は事故と因果関係があり、危険運転致死傷罪に該当する」とした地裁の判断を是認した。しかし、横浜地裁の裁判官が公判前整理手続で、検察官・弁護人に対し「危険運転致死傷罪は成立しない」とする暫定的な見解を示していたにも拘らず、公判でその見解を翻して同罪の成立を認めた点について、「弁護人は横浜地裁側の事前見解を前提に弁護活動に臨んだため、十分な主張・反論の機会を与えられないまま不意討ちで危険運転致死傷罪を認定される結果となった」「同罪の成否は裁判員も含め合議で判断すべきで、裁判所が事前に見解を表明することは裁判員法に違反する越権行為だ」と指摘。「改めて裁判員裁判をやり直すべきだ」と結論付けた。
上告期限（12月20日）までに、東京高等検察庁・弁護人ともに最高裁判所へ上告しなかったため、翌21日付で差戻し判決が確定した。その後、横浜地裁が新たに裁判員を選任し直し、危険運転致死傷罪の成立があり得ることを前提に、改めて検察側・弁護人側双方に主張・立証の機会を設け、審理し直すことになった。

### 差し戻し審

#### 第一審
横浜地裁（青沼潔裁判長）は2021年（令和3年）11月15日付で、差し戻し審（裁判員裁判）の初公判を2022年（令和4年）1月27日に開くことを決定した。公判前整理手続が長期化し、控訴審判決から差し戻し審初公判まで時間を要する結果となった。青沼の担当部は第2刑事部（合議係）で、事件番号は令和2年(わ)第1号。
2022年1月27日に開かれた初公判で、被告人Xは起訴事実を認めていた差し戻し前から一転し、「事故になるような危険運転はしていない」と無罪を主張。また、弁護人も「Xの運転は危険運転ではなく、事故の原因はトラック運転手 (A) のスピード違反や車間保持義務違反」と主張した。一方、検察官は差し戻し前の一・二審で「危険運転には該当しない」と認定された直前停止行為に対する文言を起訴事実から削除した上で、Xによる停車直前の4回の妨害運転と、一家死傷事故には因果関係があり、危険運転致死傷罪が成立する旨を改めて主張した。
当初は予備日を含め、公判は初公判から全13回予定され（判決公判期日を除く）、同年2月18日に論告求刑・最終弁論を行って結審し、3月16日に判決が言い渡される予定であった。なお、同年2月3日付で、検察官はXが車線変更した際の速度について、「時速約100 km」としていた点を一部「時速約118 km」に変更する訴因変更請求を行い、横浜地裁は同月7日の第6回公判で、請求を認める決定をした。これは、弁護側が独自の分析で、起訴内容と異なるXの車の走行軌跡を示したことに対し、妨害運転が行われた際の位置・速度について、起訴当時から一部主張を変更したものである。
しかし、弁護人が同月3日・4日の公判で、証人2人（被害者夫婦の長女と、Xと同乗していた元交際相手の女性）に対し、差し戻し前の第一審での証言を基にした尋問を行おうとしたところ、地裁は「差し戻し前の一審の訴訟手続は違法とされており、当時の証拠調べも無効である」として、そのような質問を認めなかった。これに対し、弁護側が「有罪を立証する証拠としては使えなくても、証言の信頼性を揺るがせる証拠として使える」と異議を申し立てたところ、地裁は同月14日の第8回公判で、「その後の審理を踏まえた検討の結果、改めて短時間でも2人に対する尋問を実施すべきとの結論に至った」として、同日に予定されていた被告人質問を延期し、証人尋問をやり直すことを決めた。このため、公判日程は変更され、第9回公判（3月16日）で2人への尋問を改めて行い、第10回公判（3月18日）で被告人質問が行われた。
3月30日の論告求刑公判で、検察官は「Xは一家の車の直前に割り込んで減速するなど、妨害運転を4回繰り返しており、一家の車の安全な走行を妨げることを意図していたことは明らか。Xが妨害運転で一家の車を停車させたことにより、後続トラックの追突事故が誘発された」として、差し戻し前の第一審判決と同じ懲役18年を求刑した。一方、弁護人は最終弁論で、「検察官の主張する運転態様は、GPSの走行軌跡と明らかに異なる。関係者の記憶に基づく証言は第一審の時などと異なり、信用できない」と主張した上で、「（一家の車を運転していた）被害者女性は自らの意思で停車しており、Xの運転で停車を余儀なくされたのではない。追突したトラックの運転手Aが速度超過・前方不注意などといった『無謀運転』をしていたことが事故の原因である。Xは被害者男性の胸ぐらではなく、二の腕部分の服を掴んだだけで、その後互いに謝罪している。暴行罪も成立しない」などと、無罪を主張した。
同年6月6日の判決公判で、横浜地裁（青沼潔裁判長）はXが事故発生前、4回にわたる妨害運転を行っていたことを認定した上で、妨害運転と被害者の死傷との因果関係も認め、求刑通り（差し戻し前と同じ）懲役18年の実刑判決を言い渡した。同日、Xは判決を不服として控訴した。

#### 控訴審
2度目の控訴審は東京高裁第3刑事部に係属し、安東章・石田寿一・渡辺美紀子の3裁判官（裁判長は安東）が審理を担当した。
初公判は2023年（令和5年）12月13日に東京高裁（安東章裁判長）で開かれ、即日結審した。弁護人は同日、Xのカーナビに記録されたGPSデータを基に事件当時の走行位置を鑑定した専門家証人の意見書・尋問を証拠として請求したが、東京高裁はいずれも却下した。また弁護人は、検察官が「〔Xが事故発生前に〕車線変更を繰り返していた」と主張していたにもかかわらず、差し戻し後の第一審の論告で「Xが車線をまたいで走行した」という主張を訴因変更の手続きを行うことなく突然加え、弁護人は反証の機会を得られず、判決もその主張を認定したと主張。横浜地裁の訴訟手続は防御の機会を奪うものであり、法令違反があると訴えていた。
控訴審判決公判は2024年（令和6年）2月26日に開かれ、同高裁はXの運転と事故発生には因果関係が認められるとして、原判決（懲役18年）を支持してXの控訴を棄却する判決を宣告した。なお、未決勾留日数570日が刑期に算入された。同高裁は、Xの車の走行記録や目撃者の証言の信頼性などを改めて検討した上で、Xが4回にわたって急減速や車線変更を繰り返す妨害運転におよんだとする原判決の認定に誤りはないと判断した。また「車線をまたいで走行した」という原判決の認定についても「自身の車を被害車両に著しく接近させた」という起訴内容に含まれているとして、横浜地裁の訴訟手続に問題はなかったと判断した。追突した後続トラックの走行状況についても、高速道路の態様として異常とまでは言えないと指摘し、Xの運転と死傷事故との因果関係を否定する事情にはならないと判断、危険運転致死傷罪の成立を認めた原判決の判断は論理則・経験則に照らして不合理とは言えないと結論付けた。判決の言い渡し後、Xは裁判官らに「俺が出るまで待っとけよ」と発言して退廷、同日中に上告した。

## 社会的影響
- 菅義偉内閣官房長官（当時）は2018年12月14日の記者会見で、「（あおり運転は）悪質で危険、大きな問題」「警察による厳正な取締、処分や交通安全教育などの対策に取り組む」と言う趣旨の交通事故に対する異例の談話を発表した[118]。山本順三国家公安委員長（当時）は記者会見で「あおり運転などに対しては、道路交通法や刑法などでの立件、行政処分を行っており、引き続き推進していく」という趣旨の談話を発表した[60]。
- 『産経新聞』は2018年12月15日にインターネット版コラムで「高速道路上で強制的に停車させる行為は『危険な運転』でないはずがなく、現行の危険運転致死傷罪には不備がある。条文が想定しきれていない悪質運転による事故が頻発している以上、改正を躊躇すべきではない」と主張したほか[119]、『朝日新聞デジタル』（朝日新聞社）2018年12月14日付記事（記者 : 飯塚直人）も「高速道路上での意図的な停車が危険なのは明らかで、検察側の主張には説得力があった」として法改正の必要性を訴えた[120]。
- この事件をきっかけに、運転手の交通トラブルへの対処の意識が高まり、一部の店舗ではドライブレコーダーの売上が3倍に伸びた。電子情報技術産業協会（JEITA）による統計でも、2016年度上半期（4 - 9月期）の統計出荷は約65万台[121]に対し、 2018年度の上半期（4 - 9月期）では約165万台と[122]、2倍以上の出荷台数を記録した。一般乗用車におけるドライブレコーダーの普及率は、2017年時点でわずか10%しかなかったが、報道を受けて急速な普及を促した[123]。